# Sferolit
Sferolit (sferulit) – kulisty agregat utworzony przez igiełkowate kryształy, które wzrastały promieniście od wspólnego początkowego punktu. Powstaje przy szybkim wzroście lub przy wzroście w środowisku o dużej lepkości, na skutek niejednakowego dostępu substancji krystalizującej do różnych miejsc jednej i tej samej ściany kryształu.